# 玉嵐孝平
玉嵐 孝平（たまあらし こうへい、1941年8月1日 - 1993年2月28日）は、北海道河西郡芽室町出身で片男波部屋（入門時は二所ノ関部屋）に所属した大相撲力士。本名は成田 幸平（なりた こうへい）。最高位は東前頭4枚目（1962年11月場所、1963年7月場所、1964年1月場所）。現役時代の体格は173cm、116kg。得意手は右四つ、寄り、上手投げ、押し。

## 来歴・人物
15歳の時、玉乃海の内弟子として二所ノ関部屋へ入門し、1956年9月場所で初土俵を踏んだ。その直前の夏巡業で入門し、一行に帯同していたため、同じ北海道出身で同部屋に入門したばかりの納谷（後の横綱・大鵬）と一緒に行動していた。大鵬にとっても玉嵐（成田）は「相撲社会での最初の友人」であり、後年、入幕してからは既に横綱に昇進していた大鵬の横綱土俵入りの露払いや太刀持ちも務めている。
なお、同期生には大鵬の他に、後の大関・清國や小結・沢光らもいた。
大鵬ほどのスピード出世ではなかったが、それでも1962年3月場所で、幕下での全勝優勝を土産に十両昇進を果たしたのは20歳の時とかなり若かった。これは、清國よりも早い出世ぶりであった。
十両2場所目の同年5月場所の最中、二所ノ関部屋で騒動が起きる。実質的な師匠であった元関脇・玉乃海は、1961年1月場所限りで現役を引退後、年寄・片男波を襲名。その後、新弟子達とともに独立して片男波部屋を興していた。けれども、二所ノ関部屋に在籍していた内弟子達の同部屋への移籍を二所ノ関親方（元大関・佐賀ノ花）に要請していたが、はかばかしい返事が得られないまま年月が過ぎていた。そこで片男波は、この5月場所の前に、内弟子らの片男波部屋への移籍届を提出した。それに対して、二所ノ関が幕下以下の養成員の中で成年に達していた者達の廃業届を対抗して提出したものだから、混乱が起きた。玉嵐は既に十両に昇進していたので、廃業届の対象にはならなかった。そして、この混乱の中、12勝3敗と好成績を残して見事に十両優勝を遂げた。騒動自体は玉ノ海梅吉の調停によって、移籍を最終的には認めるという形で決着が付いた。だが、玉嵐自身の片男波部屋への移籍は先延ばしとなり、1963年9月場所前にようやく実現した。
1962年7月、20歳の若さで新入幕。芽室町からの幕内力士は史上初。すぐに上位へ進み、同年11月場所では結果的に最高位となった東前頭4枚目に進出、大関・栃ノ海を破る殊勲の星を挙げた。右四つからの寄りを得意としたが、得意技がうっちゃりという消極的な相撲であったため、上位に定着することはできなかった。
1964年3月場所中に左足を痛めて途中休場し、翌場所で十両へ陥落すると、以降はすっかり十両に居座ってしまった。それでも、1965年11月場所では2度目の十両優勝を遂げ、その後は1場所だけ再入幕を果たした。
1967年5月、十両下位で負け越して幕下への陥落が決定的となった。そして、同年7月場所を休場し、場所後に25歳の若さで廃業した。
廃業後は、大阪府守口市で寿司屋、同府東大阪市でお好み焼き店「ゆり家」を経営。その傍らで、近畿大学の相撲部のコーチを務めていた。
童顔で相撲人形のようだと言われたことがあり、残っている写真も微笑んでいるものが多い。
1993年2月28日、脳血栓のため大阪市内の病院で逝去。享年51。

## 主な戦績
- 現役在位：64場所
- 通算成績：377勝320敗3分15休 勝率.541
- 幕内在位：12場所
- 幕内成績：79勝93敗8休 勝率.459
- 各段優勝
  - 十両優勝：2回（1962年5月場所、1965年11月場所）
  - 幕下優勝：1回（1962年1月場所）

### 場所別成績
| | 一月場所 初場所（東京） | 三月場所 春場所（大阪）   | 五月場所 夏場所（東京） | 七月場所 名古屋場所（愛知） | 九月場所 秋場所（東京） | 十一月場所 九州場所（福岡） |
| --- | ----------------------- | ------------------------- | ----------------------- | --------------------------- | ----------------------- | --------------------------- |
| 1956年 （昭和31年） | x                       | x                         | x                       | x                           | （前相撲）              | x                           |
| 1957年 （昭和32年） | 東序ノ口24枚目 6–2      | 東序二段91枚目 5–3        | 東序二段59枚目 5–3      | x                           | 西序二段14枚目 4–4      | 東序二段12枚目 5–3          |
| 1958年 （昭和33年） | 東三段目97枚目 5–3      | 西三段目78枚目 5–3        | 東三段目65枚目 6–2      | 西三段目34枚目 3–5          | 東三段目41枚目 6–2      | 西三段目22枚目 6–2          |
| 1959年 （昭和34年） | 東三段目4枚目 5–3       | 西幕下76枚目 5–3          | 東幕下72枚目 4–4        | 東幕下70枚目 3–5            | 西幕下80枚目 7–1        | 西幕下47枚目 3–5            |
| 1960年 （昭和35年） | 東幕下60枚目 3–5        | 東幕下64枚目 5–1 1分1痛分 | 西幕下48枚目 4–4        | 東幕下46枚目 6–1            | 西幕下26枚目 7–0        | 西幕下2枚目 4–3             |
| 1961年 （昭和36年） | 東幕下2枚目 4–3         | 西幕下筆頭 3–4            | 西幕下4枚目 4–3         | 西幕下2枚目 5–2             | 東幕下筆頭 5–2          | 東幕下筆頭 3–4              |
| 1962年 （昭和37年） | 西幕下3枚目 優勝 7–0    | 西十両15枚目 10–5         | 東十両5枚目 優勝 12–3   | 東前頭13枚目 8–7            | 東前頭10枚目 9–6        | 東前頭4枚目 5–10            |
| 1963年 （昭和38年） | 西前頭10枚目 8–6–1      | 東前頭6枚目 6–9           | 東前頭8枚目 9–6         | 東前頭4枚目 6–9             | 東前頭6枚目 5–10        | 西前頭9枚目 9–6             |
| 1964年 （昭和39年） | 東前頭4枚目 3–12        | 東前頭13枚目 5–3–7        | 西十両4枚目 10–5        | 東十両筆頭 7–8              | 西十両2枚目 4–11        | 東十両8枚目 10–5            |
| 1965年 （昭和40年） | 西十両4枚目 7–8         | 東十両6枚目 7–8           | 東十両7枚目 8–7         | 西十両4枚目 8–7             | 東十両3枚目 8–7         | 東十両2枚目 優勝 12–3       |
| 1966年 （昭和41年） | 東前頭14枚目 6–9        | 西十両筆頭 8–7            | 東十両筆頭 3–12         | 西十両10枚目 6–9            | 西十両13枚目 9–6        | 西十両5枚目 5–10            |
| 1967年 （昭和42年） | 西十両10枚目 6–9        | 東十両13枚目 9–6          | 西十両12枚目 6–8 1分    | 東幕下筆頭 引退 0–0–7       | x                       | x                           |
| 各欄の数字は、「勝ち-負け-休場」を示す。 優勝 引退 休場 十両 幕下 三賞：敢=敢闘賞、殊=殊勲賞、技=技能賞 その他：★=金星 番付階級：幕内 - 十両 - 幕下 - 三段目 - 序二段 - 序ノ口 幕内序列：横綱 - 大関 - 関脇 - 小結 - 前頭（「#数字」は各位内の序列） |                         |                           |                         |                             |                         |                             |

### 幕内対戦成績
| 力士名   | 勝数 | 負数 | 力士名 | 勝数 | 負数 | 力士名 | 勝数 | 負数 | 力士名 | 勝数 | 負数 |
| -------- | ---- | ---- | ------ | ---- | ---- | ------ | ---- | ---- | ------ | ---- | ---- |
| 青ノ里   | 3    | 4    | 朝ノ海 | 2    | 1    | 東錦   | 1    | 0    | 天津風 | 2    | 5    |
| 荒波     | 2    | 0    | 一乃矢 | 1    | 0    | 岩風   | 1    | 3    | 宇多川 | 1    | 2    |
| 追手山   | 1    | 0    | 扇山   | 3    | 2    | 大晃   | 3    | 2    | 岡ノ山 | 3    | 0    |
| 小城ノ花 | 3    | 4(1) | 海乃山 | 2    | 1    | 開隆山 | 0    | 4    | 柏戸   | 0    | 1    |
| 金乃花   | 5    | 2    | 北葉山 | 0    | 3    | 君錦   | 2    | 1    | 清勢川 | 2    | 1(1) |
| 麒麟児   | 1    | 0    | 栗家山 | 1    | 0    | 高鐵山 | 0    | 2    | 逆鉾   | 0    | 2    |
| 佐田の山 | 1(1) | 4    | 沢光   | 0    | 3    | 大心   | 1    | 0    | 大雄   | 1    | 1    |
| 常錦     | 2    | 0    | 鶴ヶ嶺 | 2    | 4    | 出羽錦 | 1    | 3    | 栃王山 | 1    | 0    |
| 栃ノ海   | 2    | 3    | 栃光   | 1    | 4    | 豊國   | 1    | 3    | 羽黒花 | 2    | 1    |
| 羽黒山   | 2    | 2    | 花光   | 0    | 1    | 廣川   | 1    | 1    | 福の花 | 0    | 1    |
| 房錦     | 1    | 3    | 富士錦 | 2    | 3    | 星甲   | 1    | 1    | 前田川 | 3    | 0    |
| 明武谷   | 4    | 2    | 豊山   | 0    | 4    | 芳野嶺 | 0    | 1    | 若杉山 | 0    | 1    |
| 若秩父   | 0    | 1    | 若天龍 | 0    | 1    | 若浪   | 3    | 1    | 若鳴門 | 2    | 0    |
| 若羽黒   | 2    | 4    | 若前田 | 4    | 0    |        |      |      |        |      |      |

## 四股名の変遷
- 成田 幸平（なりた こうへい）1957年1月場所
- 玉嵐 孝平（たまあらし こうへい）1957年3月場所-1967年7月場所